# Dirk Sauer
Dirk Sauer (Fulda, 1 de septiembre de 1977) es un guitarrista alemán, reconocido por ser músico de la banda de power metal Edguy desde 1992.

## Biografía
Dirk comenzó a tocar la guitarra a los diez años. Junto con sus compañeros de clase Tobias Sammet y Jens Ludwig fundó la banda de power metal Edguy en 1992, permaneciendo en su formación hasta la fecha y participando en la grabación de todos los álbumes de la agrupación.
Dirk interpreta el papel del guitarrista rítmico en la banda, mientras que su colega Jens Ludwig se encarga de la guitarra líder. Dirk también se encarga de aportar las partes armónicas de guitarra, bastante frecuentes en las canciones de Egduy, en sintonía con Jens Ludwig (por ejemplo, en canciones como "Babilonia", "King of Fools", "Tears of a Mandrake" y "All the Clowns"). Sus solos de guitarra son bastante escasos, presentes en canciones como "Theatre of Salvation", "The Pride of Creation" y "Defenders of the Crown", donde hay intercambios de solos entre ambos guitarristas.

## Discografía

### Edguy
- 1997 -	Kingdom of Madness
- 1998 -	Vain Glory Opera
- 1999 -	Theater of Salvation
- 2000 -	The Savage Poetry
- 2001 -	Mandrake
- 2004 -	HellFire Club
- 2006 -	Rocket Ride
- 2008 -	Tinnitus Sanctus
- 2011 -	Age of the Joker
- 2014 -	Space Police: Defenders of the Crown